# Opere pubblicate da Lucantonio Giunti
Il seguente elenco contiene le opere pubblicate da Lucantonio Giunti nel corso della sua carriera editoriale e tipografica.
Secondo Paolo Camerini, autore degli Annali dei Giunti (di Venezia), Lucantonio Giunti pubblicò 410 titoli, mentre dagli archivi dell'Internet Culturale risultano 378 opere edite e l'Istituto centrale per il catalogo unico delle biblioteche italiane e per le informazioni bibliografiche (ICCU) ne conta 376.

## Opere pubblicate
- Taddeo Adimari (1445 - 1517)
  - Vita di sam  Giouanni Gualberto glorioso confessore et institutore del Ordine di Valeombros - [Venezia : Lucantonio Giunta il vecchio] (In Venetia : per Lucantonio di Giunta fiorentino diligentemente impressa, 1510 adi 6 di martio)[4].
- Chiesa cattolica
  - Missale secundum usum Sancte Romane Ecclesie - (Venetijs : impressum cura nobilis viri Luce Antonij de Giunta Florentini, 1502 duodecimo kl' Augusto)[5];
  - Antiphonarium secundum morem Sancte Romane Ecclesie completum continens dominicale, sanctuarium, commune et hymnarium et quedam officia noua ... Correctum per fratrem Franciscum de Brugis ordinis minorum de obseruantia - Impressum Venetijs : [Lucantonio Giunta il vecchio], 1503 (Impressum Venetijs : impensis Luce Antonij de Giunta Florentini, 1503 idibus Martii)[6];
  - Missale Romanum - [Venezia : Lucantonio Giunta il vecchio] (In Venetiarum vrbe : impensis Lucantonij de Giunta, 1515 IIII Nonas Ianuarij)[7];
  - Missale Romanum ordinarium. Missale romanum nuper adoptatum commodum quorumcunque sacerdotum summa diligentia distinctum: atque ita ex nouo ordine digestum vt appositis introitibus gradualibus offertorijs & communionibus omnes misse sint in suis locis integre. In quo etiam adiuncte sunt multe missenoue & alia plurima super addita que in missalibus hactenus impressis desiderabantu - [Venezia : Lucantonio Giunta il vecchio] (Venetijs : in aedibus Lucaeantonij de Giunta, 1523 die X Ianuarij)[8];
  - Pontificale nouiter impressum: perpulchrisque characteribus diligentissime annotatum - [Venezia : Lucantonio Giunta il vecchio] (Venetijs : cura, arte atque sumptibus nobilis viri Luceantonij de Giunta Florentini, 1510 XVI kalendas Martias)[9];
  - Pontificale secundum ritum Sacrosancte Romane Ecclesie cum multis additionibus opportunis ex apostolica bibliotheca sumptis & alias non impressis ... opus sane laudabile atque diuinum - [Venezia : Lucantonio Giunta il vecchio] (In florentissima Venetiarum vrbe : per spectabilem virum dominum Lucamantonium de giunta florentinum, 1520 die. xv. Septembris ... impressus explicit feliciter)[10];
  - Psalterium nocturnum ac diurnum: secundum morem & consuetudinem Sacre Romane Ecclesie cuius cantus per Franciscum de Brugis cum diligentia reuisi - [Venezia : Lucantonio Giunta il vecchio] (Venetijs : per Lucam Antonium de Giunta, 1505 VII kal. Octobris)[11].
- Bonaventura da Bagnoregio
  - Seraphici doctoris sancti Bonauenture de Balneo regio episcopi Albanensis Sacrosancte Romane Ecclesie cardinalis ex Ordine minorum assumpti Paruorum opuscolorum pars prima [-secunda] - (In florentissima Venetiarum vrbe : impensis domini Luce Antonij de Giunta Florentini : per magistrum Iacobum de Leuco, 1504 die II mensis Maij)[12].
- Domenico da San Gimignano (1375 ca - 1424)
  - Splendidissimi ac veridici iuris pontificij doctoris d. Dominici de Sancto Geminiano Commentaria propria diligentissime castigata in decretum - (Venetijs : per Lucam Antonium de Giunta Florentinum, 1504 Kl. Februarij)[13].
- Ordine di San Benedetto
  - Missale monasticum secundum morem et ritum Casinensis Congregationis, alias sancte Iustine - (Venetijs: per Lucam Antonium de Giuntis, 1506)[14];
  - Missale monasticum secundum morem et ritum Casinensis Congregationis alias sancte Iustine: cum multis missis de nouo additis. diui Georgij maioris auspicijs diligentissime reuisum correctum & emendatum..(Venetijs: per Lucantonium de Giuntis, 1515)[15].
- Bibbia commissionata da Bartolomeo Zani
  - Biblia vulgare historiata - Venezia : Lucantonio Giunta il vecchio - (Stampata in Venetia : per Bartholamio de Zanni da Portes : ad istantia di Luca Antonio de Giunta Fiorentino, 1507 a di primo del mese di decembrio)[16].
- Domenicani
  - Missale predicatorum - ([Venezia] : arte & impensis Luceantonij de Giunta Florentini impressum, 1504 pridie kalendas Julij)[17].
- Carmelitani
  - Speculum Ordinis fratrum Carmelitarum nouiter impressum - (Venezia : Lucantonio Giunta il vecchio, 1507)[18].
- Diomede
  - Altri autori: Flavio Capro, Elio Donato, Phocas Grammatico, Prisciano, Giovanni Rivio, Sergio Grammatico e Servio Mario Onorato - Diomedis vetustissimi ac diligentissimi grammatici, Emunctum opus, nec non : Phocae, Prisciani, Capri, Agraetij, Donati, Seruij & Sergij, aurea opuscula, diligenti lima nuper impressa. Ioannes Riuius recensuit - [Venezia : Lucantonio Giunta il vecchio] (Impressum Venetiis : per Ioannem Rubeum & Bernardinum fratres Vercellenses, 1511 die XIIII mensis Nouembris)[19].
- Egidio Romano
  - Altri autori: Alberto di Sassonia, Aristotele, Marsilius von Inghen - Egidius cum Marsilio et Alberto De generatione. Commentaria Egidij Romani in libros De generatione et corruptione Aristotelis cum textu ... questiones Marsilii Inguem in ... libros De generatione. Item questiones Alberti de Saxonia in eosdem libros - (Impressum Venetijs : mandato et expensis Luceantonij de Giunta Florentini, 1518. Die 12 mensis Februarij)[20];
  - Altri autori: Giovanni Argiropulo e Aristotele - Egidius super libros Posteriorum Aristotelis. Egidij Romani doctoris clarissimi ordinis heremitarum sancti Augustini in libros Posteriorum Aristotelis profundissima commentaria cum duplici textus translatione, antiqua scilicet et Ioannis Argyropili nunc primum addita ... - (Venetiis : mandato et expensis nobili viri domini Luceantonij de Giunta, die 2 Aprilis 1520)[21].
- Tommaso De Vio
  - Altri autori: Aristotele, Porfirio e Tommaso d'Aquino - Reuerendi patris fratris Thome de Vio Caietani artium et sacre theologie professoris, Ordinis predicatorum in Romana curia procuratoris In predicabilia Porphyrij et Aristotelis predicamenta, ac posteriorum analeticorum libros. Et super tractatum de enteet essentia diui Thome Aquinatis commentaria subtilissima. Et tractatus eiusdem de analogia castigatissima nouissime recognita cunctisque erroribus expurgata. - (Venetijs : impensis nobilis viri Luceantonij de Giunta Florentini, die 9 mensis Iulij 1519)[22].
- Albohazen Haly
  - Haly De iuditijs. Preclarissimus in iuditijs astrorum Albohazen Haly filius Abenragel nouiter impressus & fideliter emendatus - (Venetijs: impensis vero nobilis viri Luceantonij de Giunta Florentini, 1520 die 2 mensis Ianuarij)[23].
- Mengo Bianchelli (1440 ca. - 1520?)
  - Altri autori: Manfredo Medici, Paolo da Venezia e Giacomo Ricci - Mengus super Logicam Pauli Veneti. Summule magistri Pauli Veneti cum antiquis expositionibus ac questionibus Mengi Fauentini & Jacobi Ricij seriatim insertis. Itidemque eiusdem Mengi quam plures tractatus et opuscula nunc primum in lucem edita quae infraordine posita sunt videlicet Scripta resoluta super toto organo Tractatus de primis et secundis intentionibus Tractatus de vero et falso Tractatus de scire et dubitare Tractatus de primo et ultimo instanti Tractatus de maximo et minimo Tractatus de tribus predicamentis Annotationes Manfredi. Item infinite alie annexe questiones que omnia ab eodem Mengo nouissime fuere recognita cunctisque mendis et erroribus expurgata - (Venetijs : impensis nobilis viri Luceantonij de Giunta Florentini, 1520 die ij mensis Ianuarij)[24];
  - Altri autori: Ambrosius Patavus, Manfredo Medici, Paolo da Venezia e Giacomo Ricci - Menghus super logica Pauli Veneti cum tabula. Subtilissime expositiones questionesque super summulis Pauli Veneti vna cum integris annotationibus Jacobi Ritij seriatim insertis. Necnon argutissimis additionibus Manfredi de Medicis - (Venetijs : impensis Luceantonij de Giunta Florentini, 1520 die II mensis Ianuarij)[25].
- Pietro Argellata
  - Altri autori: Abu al-Qasim al-Zahrawi - Chirurgia Argelate cum Albucasi. Petri de Largelata Chirurgie libri sex, nouissime post omnes impressiones vbique terrarum excussas, .. erroribus expurgata. Adiuncta etiam Chirurgia doctissimi Albucasi - (Venetijs: mandato & expensis nobilis viri domini Luceantonij de Giunta Florentini, 1520 die primo Martij)[26].
- Walter Burley
  - Altri autori: Giovanni Argiropulo, Aristotele, Gilberto Porretano e Porfirio - Burleus in artem veterem. Gualterij Burlei Anglici, Doctoris consumatissimi: In Ysagogas Porphyrii, Gilbertum Poretanum et artem veterem Aristotelis commentaria, cum duplici textus translatione: antiqua ... et Joannis Argyropyli nunc primum addita...(Venetijs : mandato et expensis nobili viri Domini Luceantonij de Giuncta, 1520. Die 12. Septembris)[27].
- Giacomo della Torre
  - Altri autori: Galeno, Teodoro Gaza, Ippocrate Lorenzo Laurenziani, Niccolò Leoniceno e Marsilio Santa Sofia - Iacobus de Forliuio Super afforismis cum tabula. Hyppocratis medicine inuentoris afforismi, antea corrupti atque inuersi, nunc vero castigati ac in rectiorem ordinem dispositi, duplicique translatione, antiqua verum & noua Theodori Gaçe decorati. Vna cum Galeni medicine illustratoris, necnon Iacobi Forliuiensis fidissimi interpretis commentarijs, ac Marsilij de Sancta Sophia additionibus. Questiones subtilissime eiusdem Iacobi in omnes septem particulas cum ipsius Marsilij supplemento recens emendate. Reformata denuo amplissima tabula ... Adiecta etiam nunc primum nouissima Laurentiani & Leoniceni in omnes septem particulas elegantissima versione ... Adiunctis insuper nouiter in calce totius voluminis tredecim afforismis cum Galeni commentariis ...(Venetijs : mandato & expensis nobilis viri domini Luceantonij de Giunta Florentini, 1520 die 28 mensis Decembris)[28];
  - Altri autori: Avicenna e Jacques Despars - Iacobus de Forliuio. Super primo Auicenne. Iacobi Forliuiensis in primum Auicenne canonem expositio cum questionibus eiusdem ac indice dicti cuiusque in marginibus appositi. Huic etiam noue impressioni scito additam fore expositionem preclari Iacobi de Partibus Vltramontani super capitulis videlicet De regimine eius quod comeditur et bibitur VII et de regimine aque et vini VIII Doct. II fen. III primi de quibus nulla per Iaco. For. inuenta est expositio - (Venetijs : mandato et expensis nobilis viri domini Luceantonij de Giunta Florentini, 1520 die 28 Decembris)[29];
  - Altri autori: Galeno, Ali ibn Ridwan, Lorenzo Laurenziani e Niccolò Leoniceno - Iacobus de Forliuio. Super techni. Antiqua Microtechni Galeni translatio cum commento Haly Rodoan. Noua eiusdem Galeni translatio cum expositione Iacobi Forliuiensis multotiens impressa. Expositio eiusdem Iacobi super tertio Microtechni numquam impressa. Questiones eiusdem Iacobi super eisdem tribus libris Microtechni. Addite quoque fuerunt omnibus tribus libris nouissime Laurentiani & Leoniceni conuersiones ac locis suis inserte, vna cum ampliori tabula nuper elucubrata, & aliis multis ad castigationem& ordinem facientibus, que in alijs impressionibus hactenus excussis non habentur, vt in contextu totius voluminis patebi - (Venetijs : mandato & expensis nobilis viri domini Luceantonij de Giunta Florentini, 1520 die 28 Decembris)[30].
- Giovanni Concoregio (1380 ca. - post 1448)
  - Practica Ioannis de Concoregio cum tabula. Praxis noua totius fere medicine, doctoris ... Ioannis de Concoregio, cuius Mediolanensis, lucidarum, & flos florum medicine vulgo nuncupata, que quidem quatuor tractatibus continentur. Videlicet. ... Summula item eius sdem [!] Ioanis de curis febrium ... - (Venetiis : impressa mandato & expensis nobilis viri domini Luceantonij de Giunta Florentini, 1521 die 26 Martij)[31].
- Dino del Garbo
  - Altri autori: Avicenna - Dynus super quarta primi cum tabula. Eminentissimi artium, & medicine doctoris Dyni Florentini in quartam fen primi Auicen. necnon in canones generales secundi libri eiusdem, resolutissima commentaria, quae dilucidatorium totius medicinalis scientie nuncupantur, post primam Venetam impressionem, quae vndique mendis scatebat, iterum recens recognita, cunctisque erroribus expurgata. Additis insuper quampluribus magistralibus notationibus in margine appositis. Adiuncto etiam denuo in fronte totius voluminis, iuxta textus fen, & canonum diuisionem, aptissimo repertorio omnium capitulorum, cum cartarum citatione, vt studioso lectori qualibet materia, quam inuenire voluerit, fere sua sponte occurrat - (Impressa autem accuratissime Venetijs : mandato & expensis nobilis viri domini Luceantonij de Giunta Florentini, 1522 die 7 Ianuarij)[32].
- Ugo Benzi
  - Ugonis Senensis Consilia. Cum tabula. Excellentissimi artium: & medicine doctoris Ugonis Bentij Senensis celeberrima consilia: que a vertice ad plantam pedis omnium egritudinus materias causas: signa: & remedia copiosissime discutiunt. Nouissime post omnes impressiones ubique terrarum excussas: collatis multis antiquissimis exemplaribus: in meliorem ordinem redacta..(Impressum Venetijs: mandato et expensis nobilis viridomini Luceantonij Giunta Florentini, 1523 die 7 februarij)[33].

## Galleria d'immagini

Alcune pagine del Missale secundum usum Sancte Romane Ecclesie
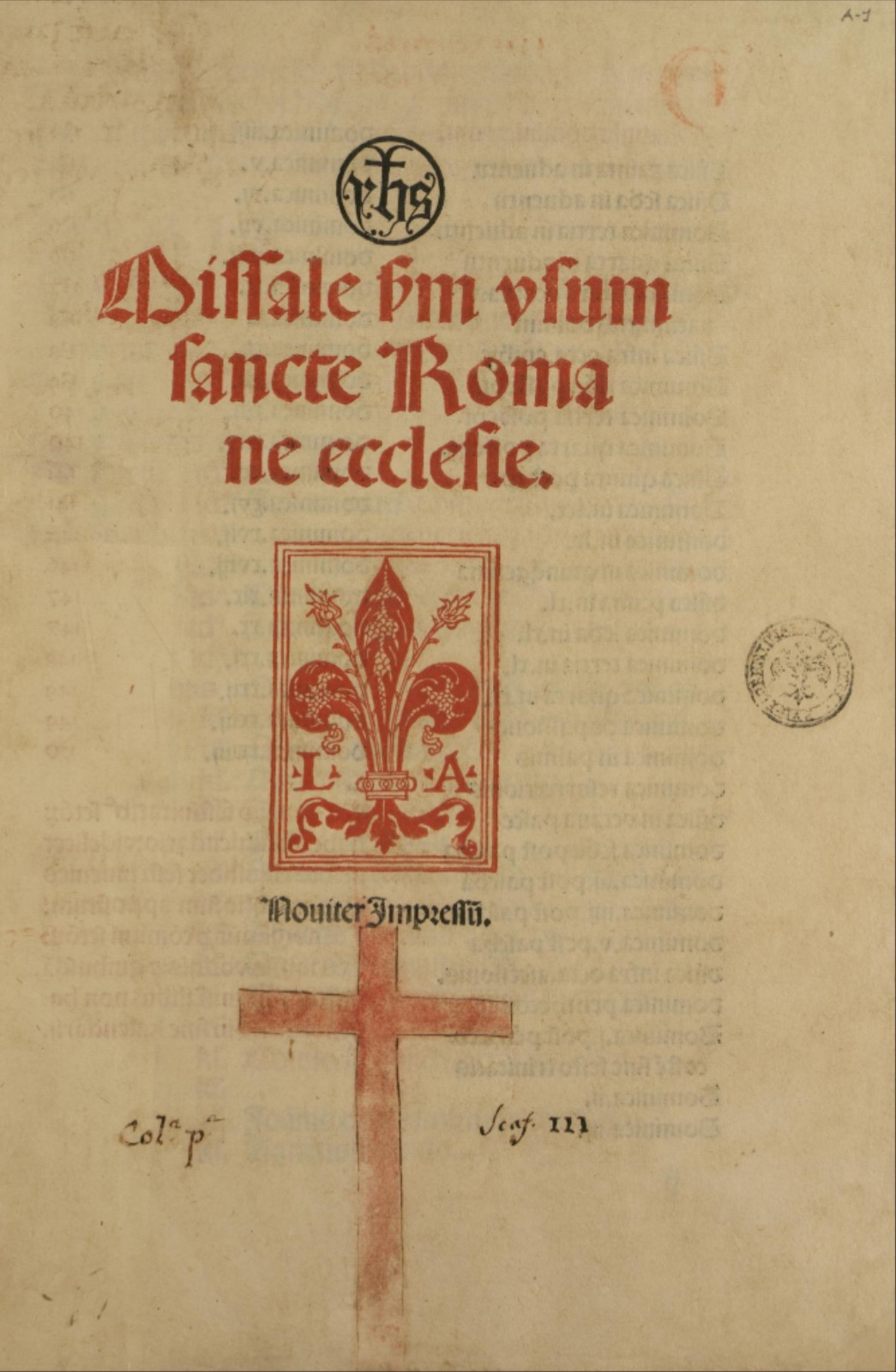
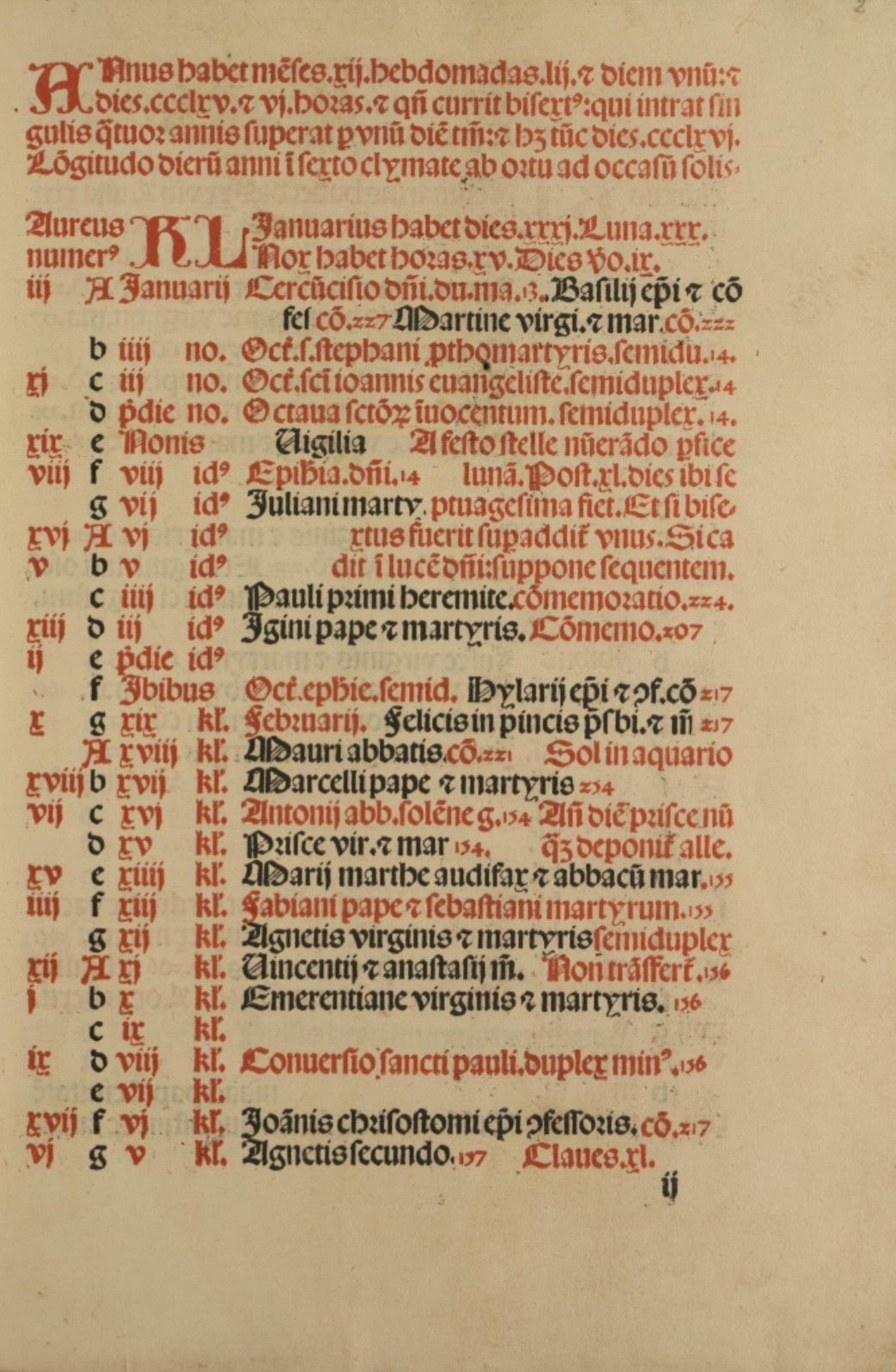
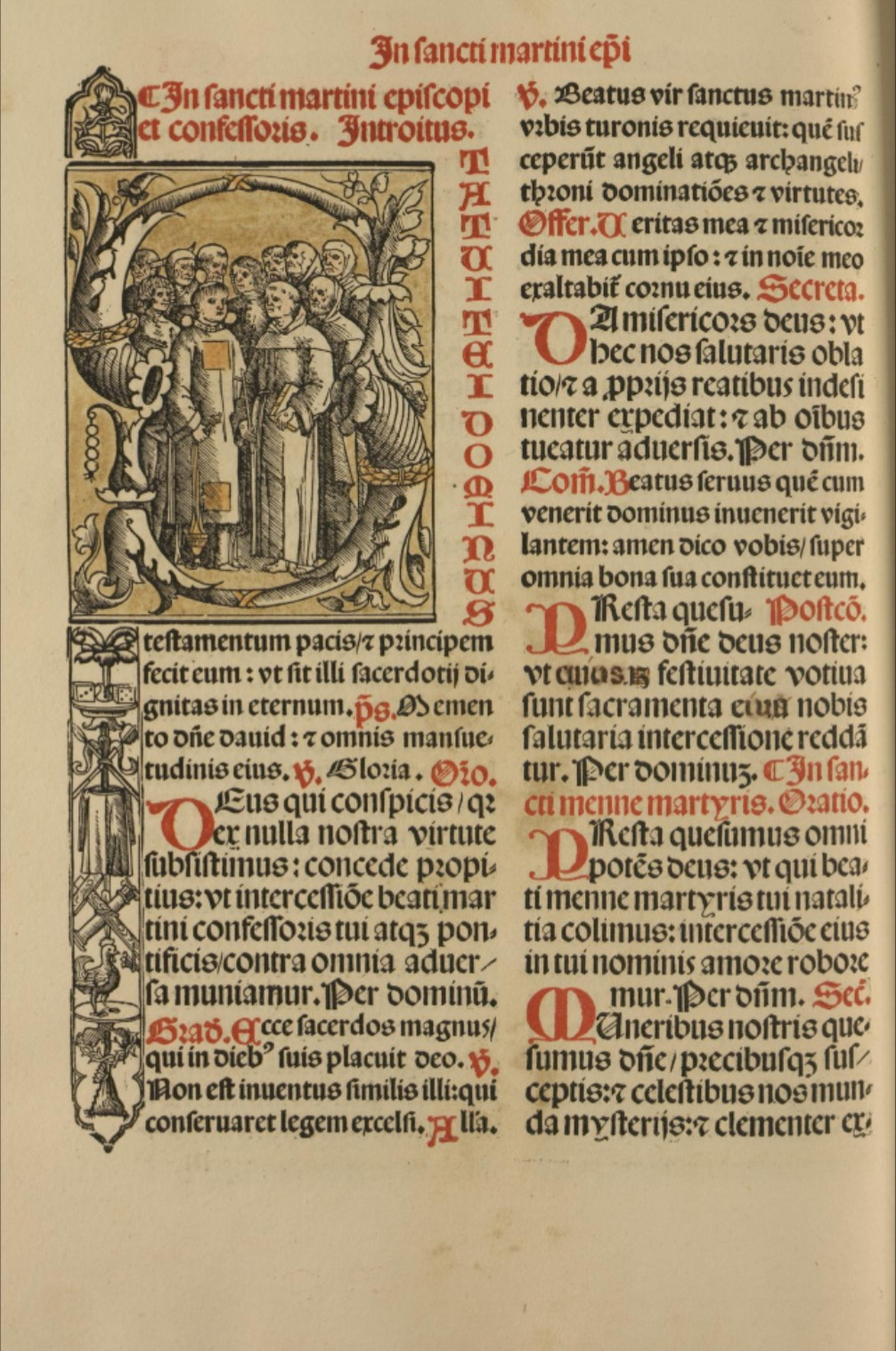
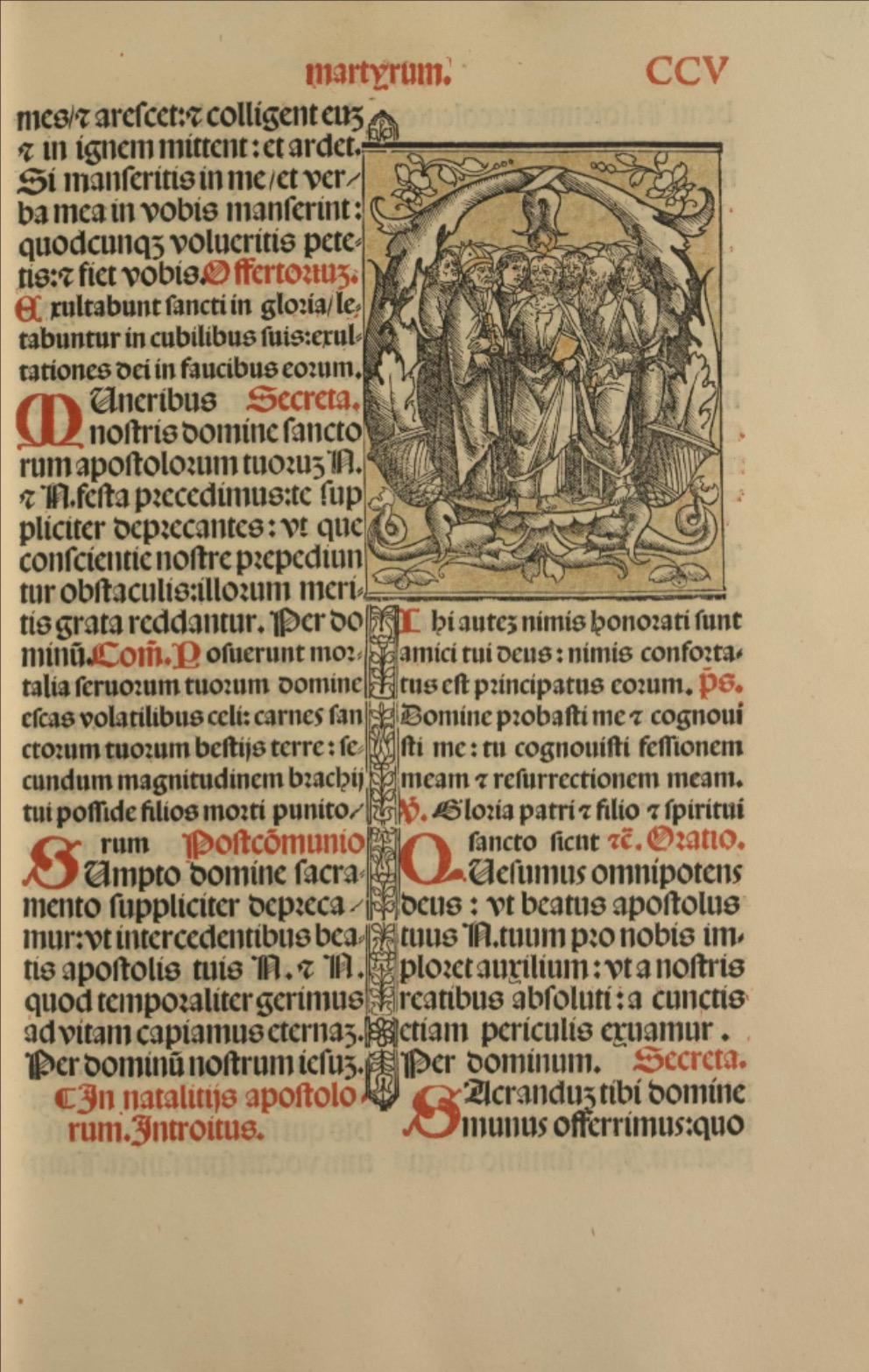
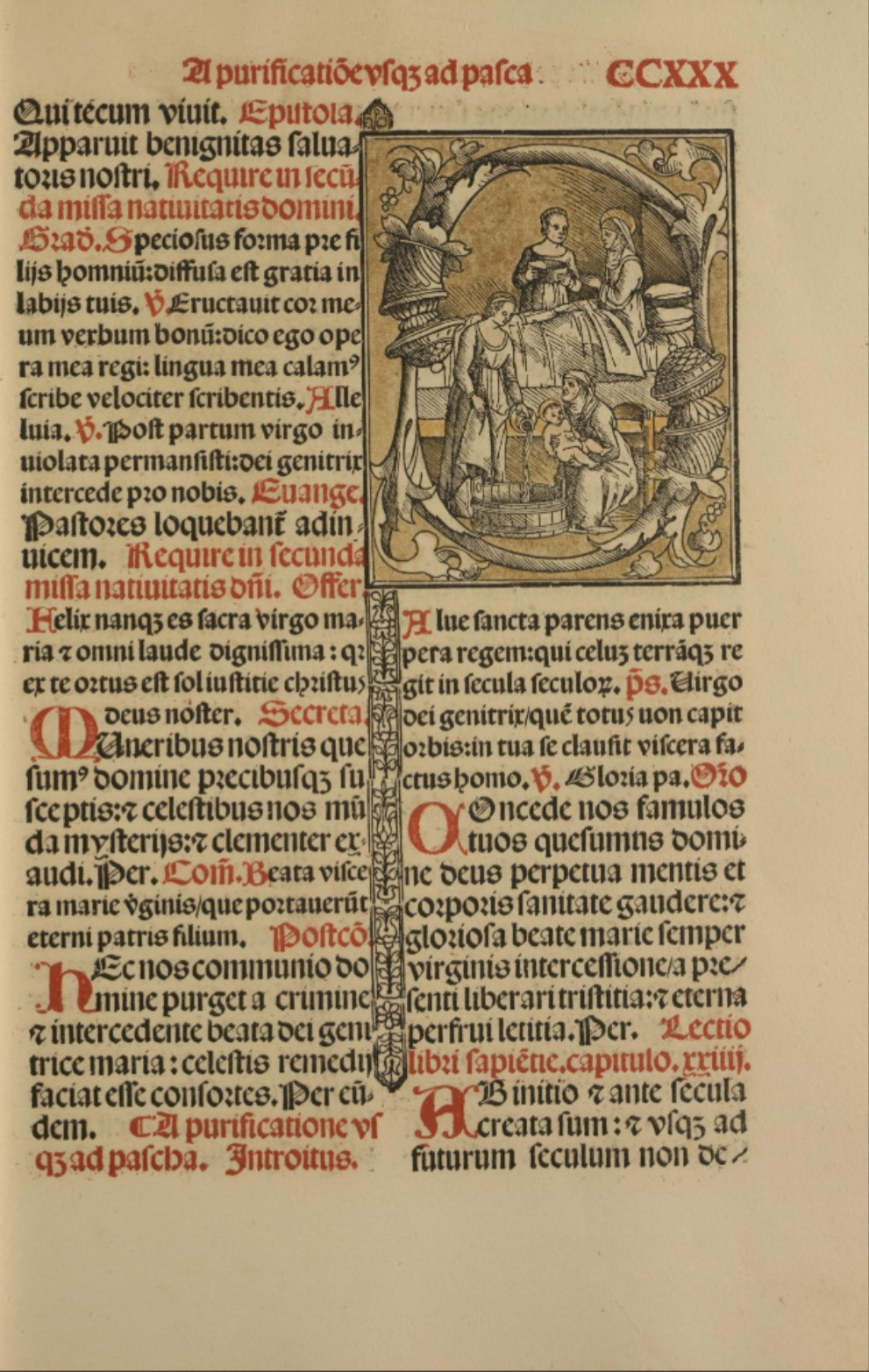
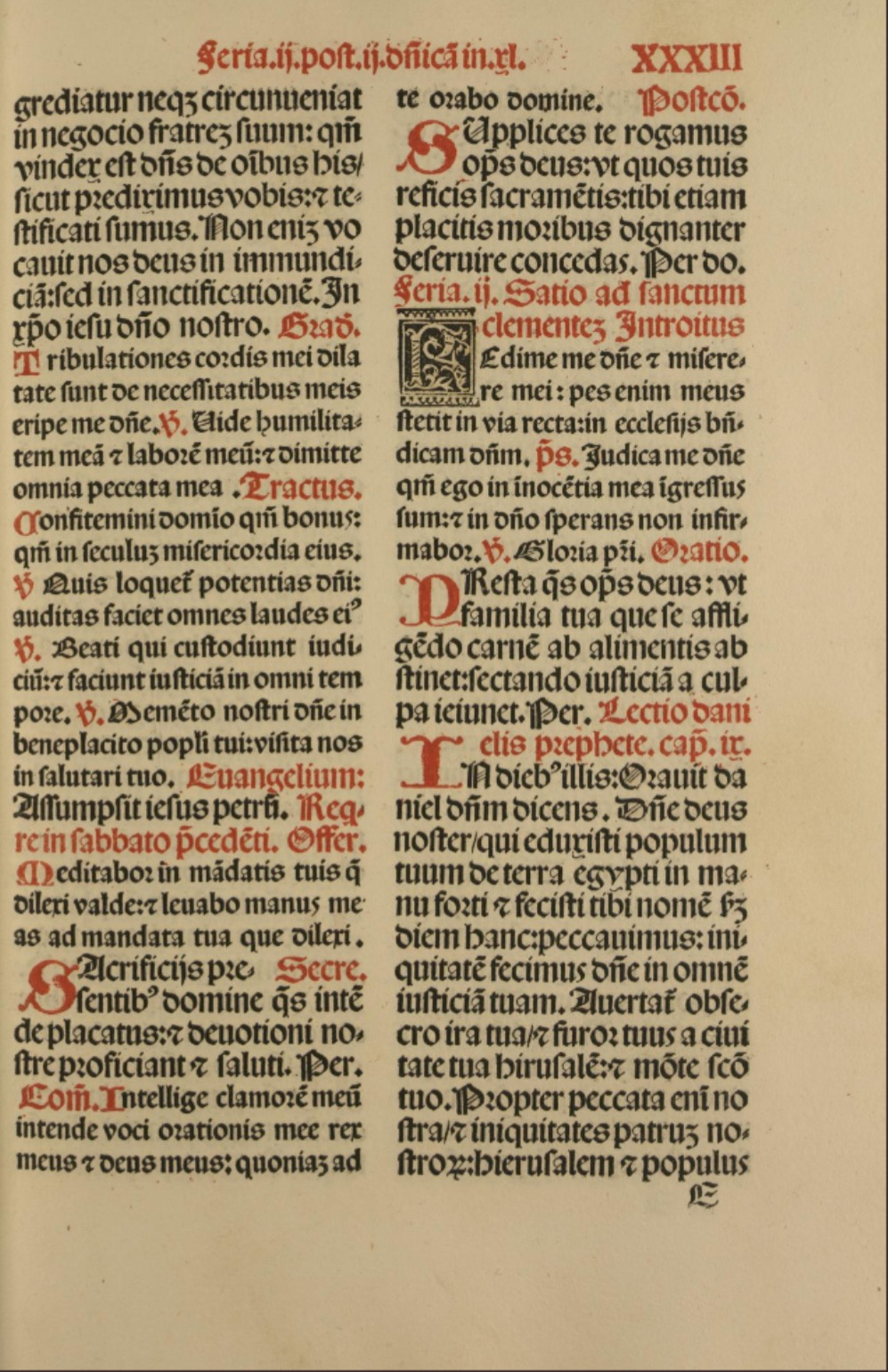

Alcune pagine del Antiphonarium secundum morem Sancte Romane Ecclesie
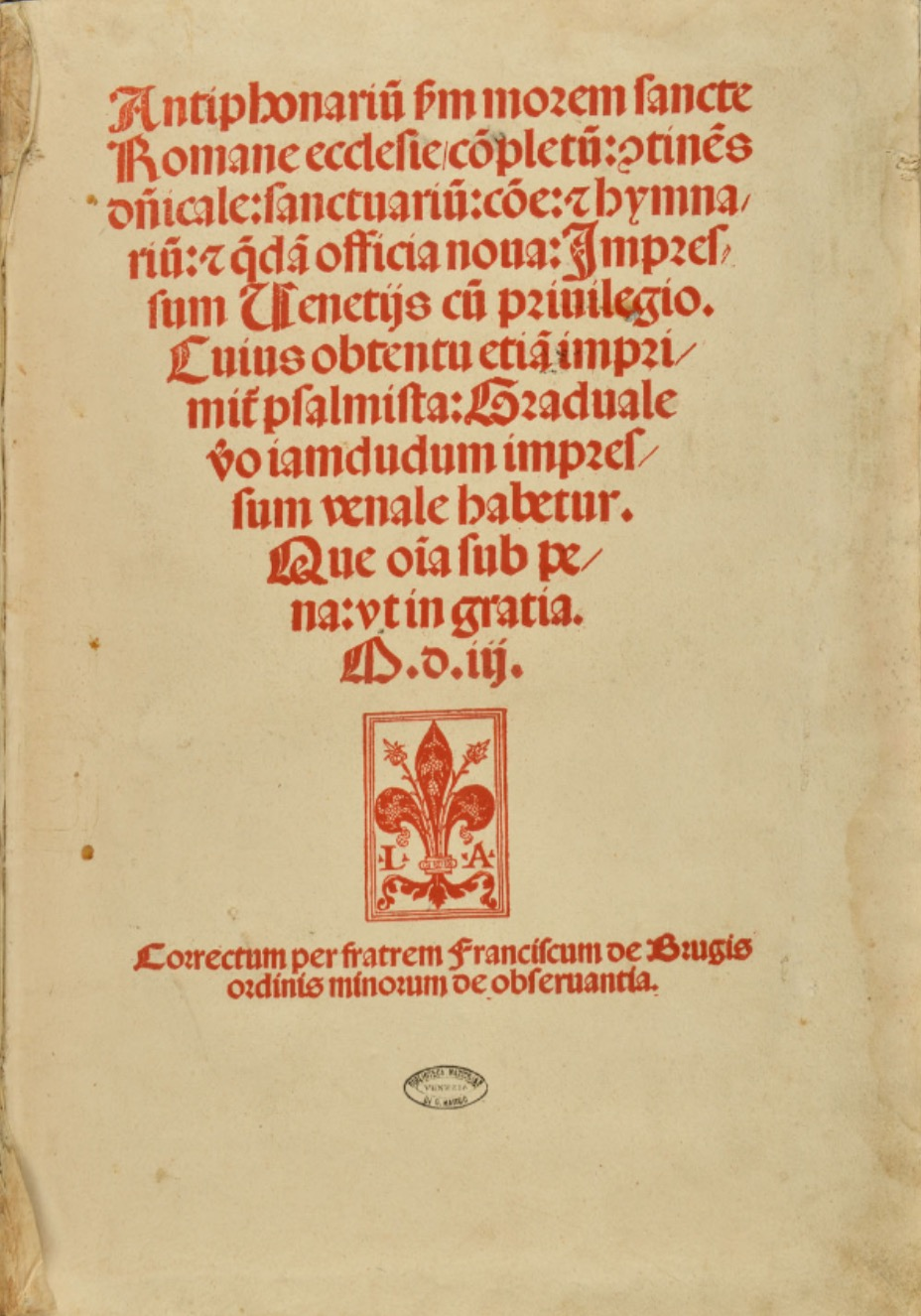
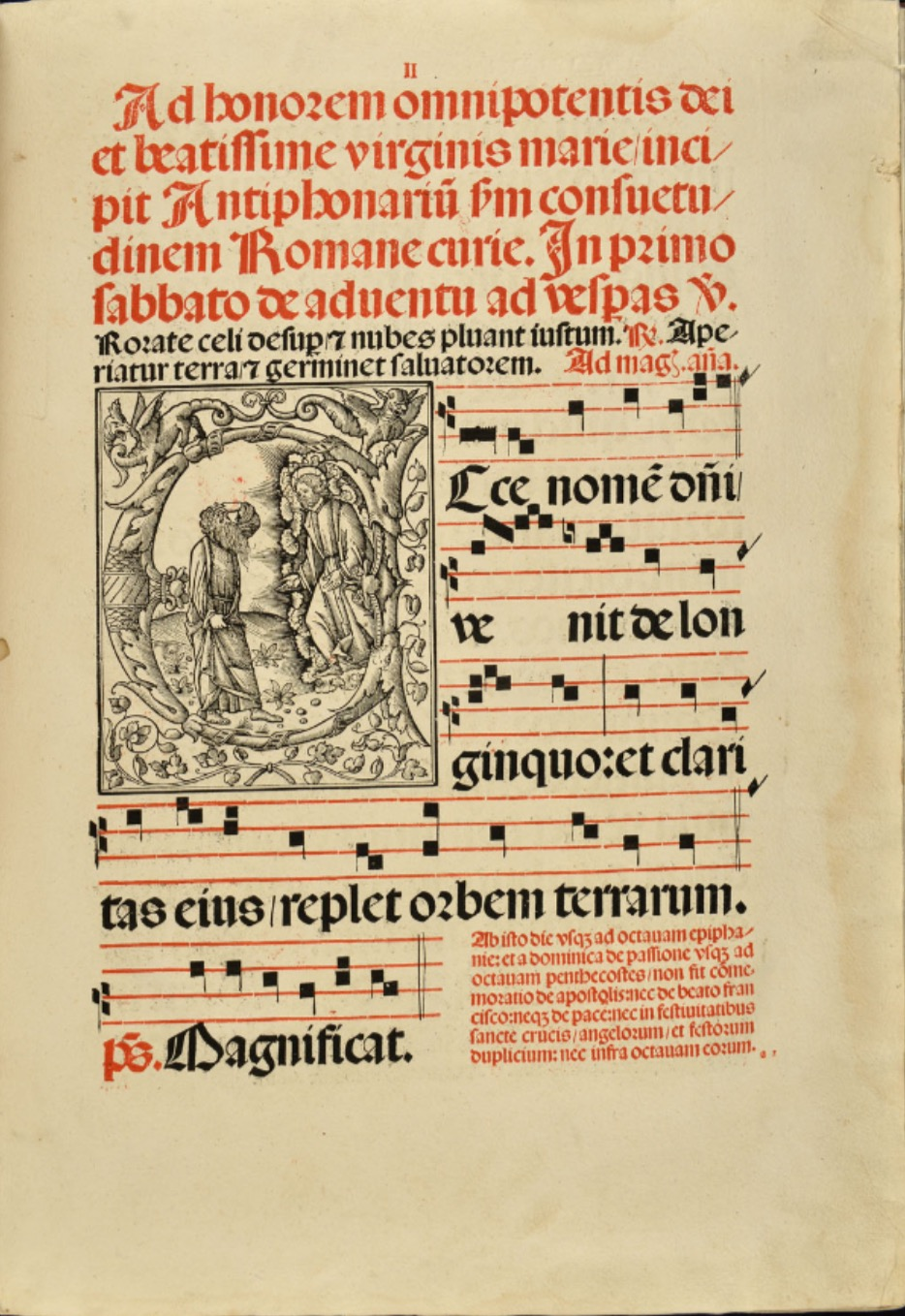
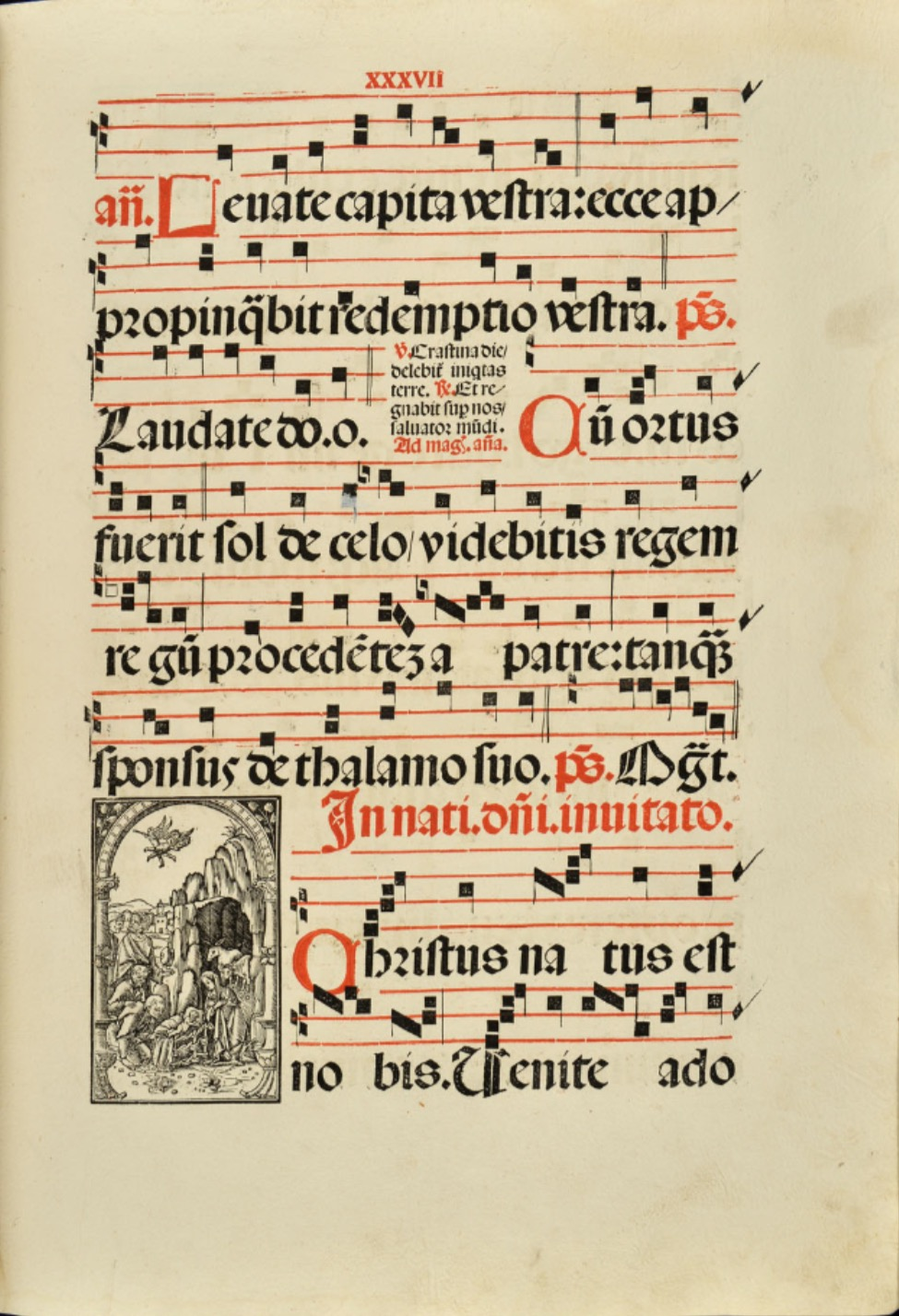
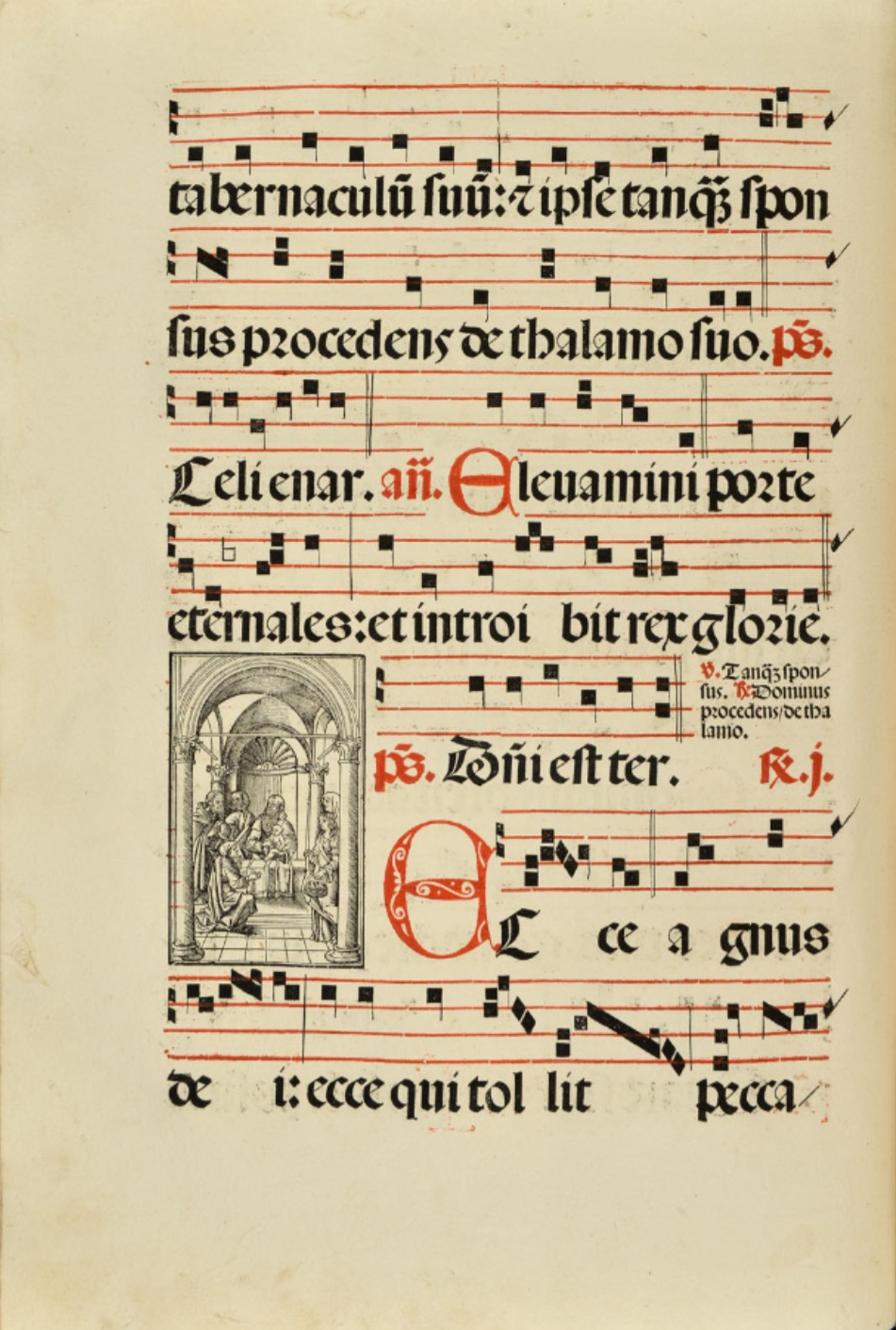
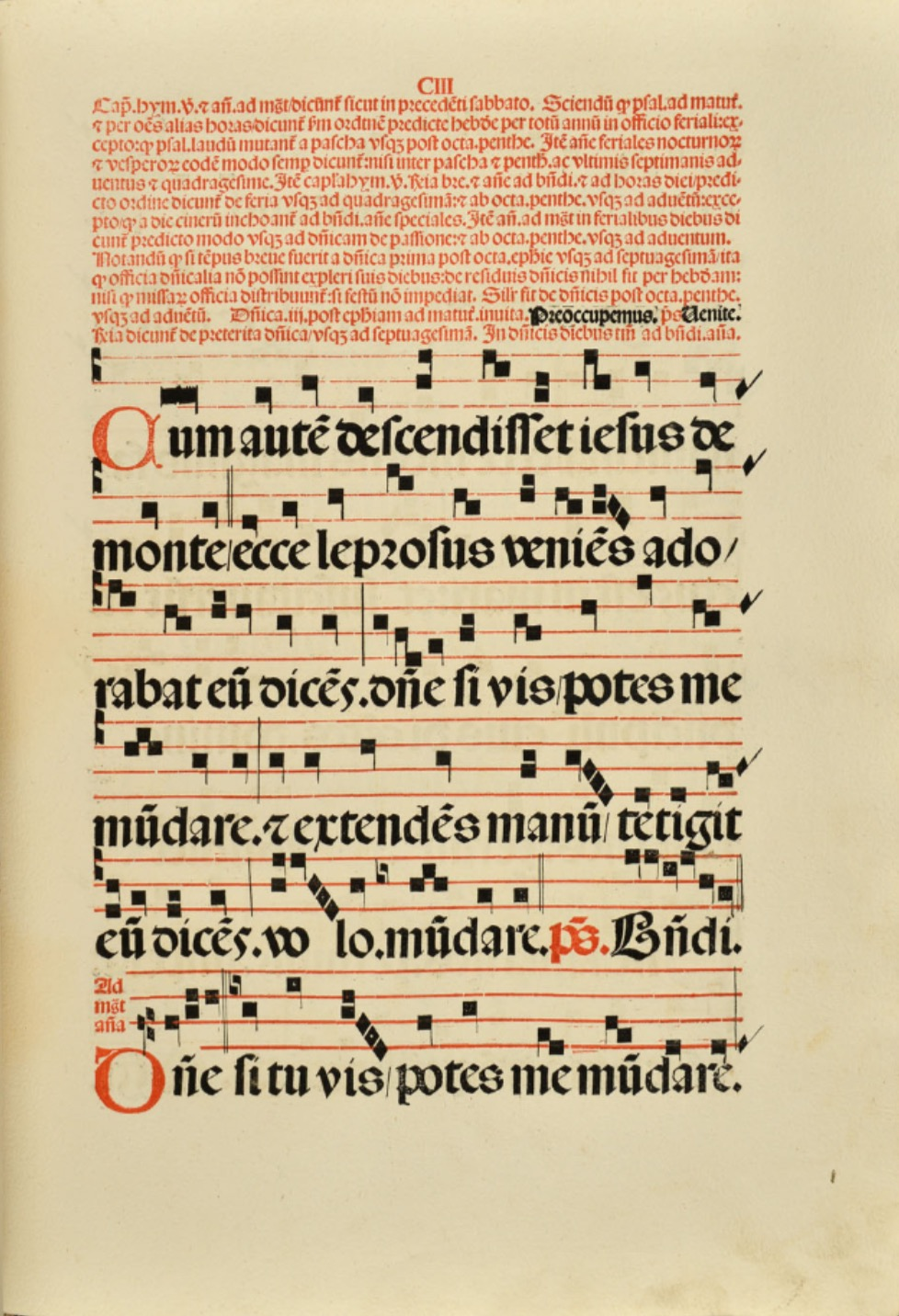
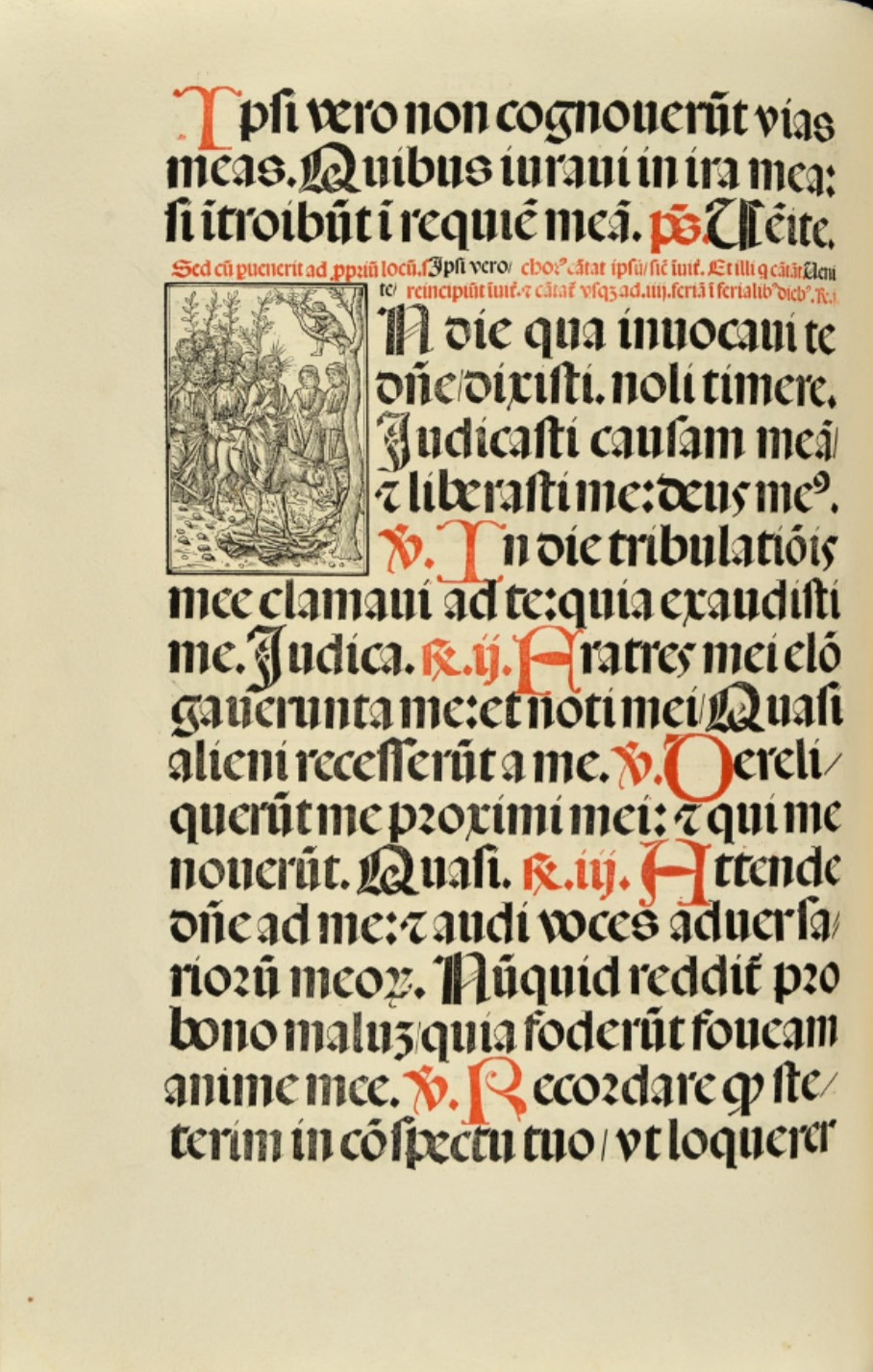

Alcune pagine del Seraphici doctoris sancti
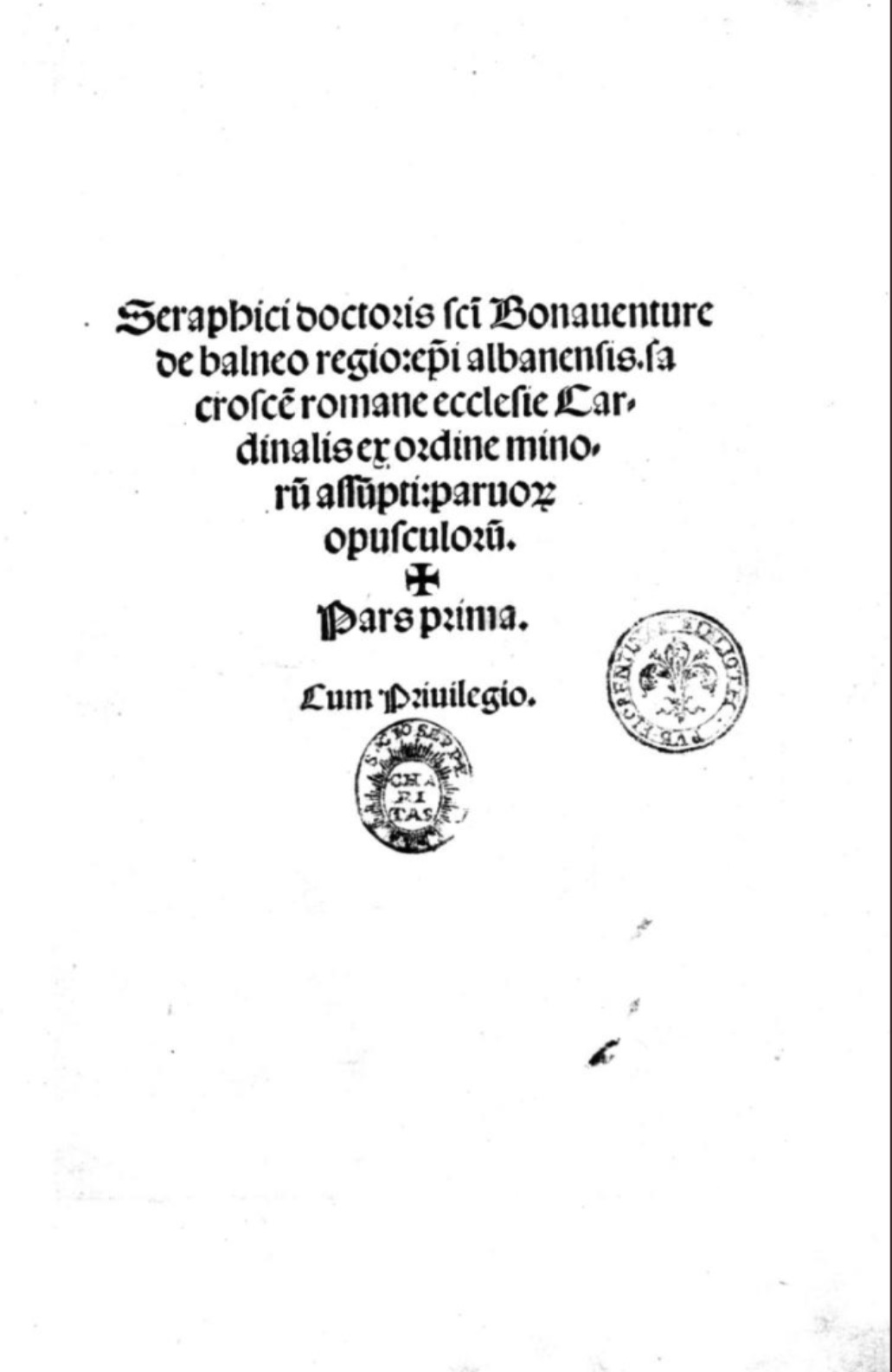
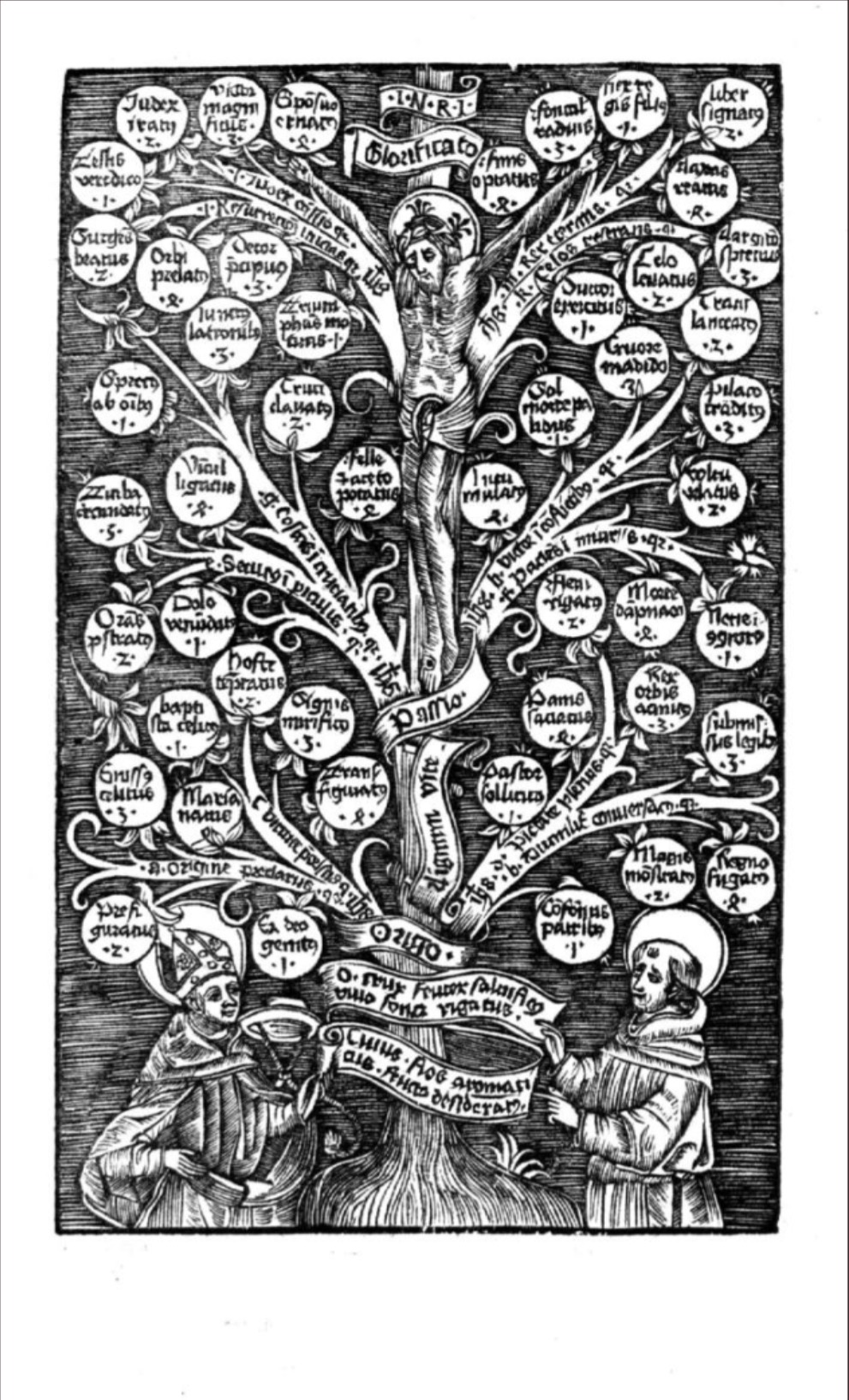
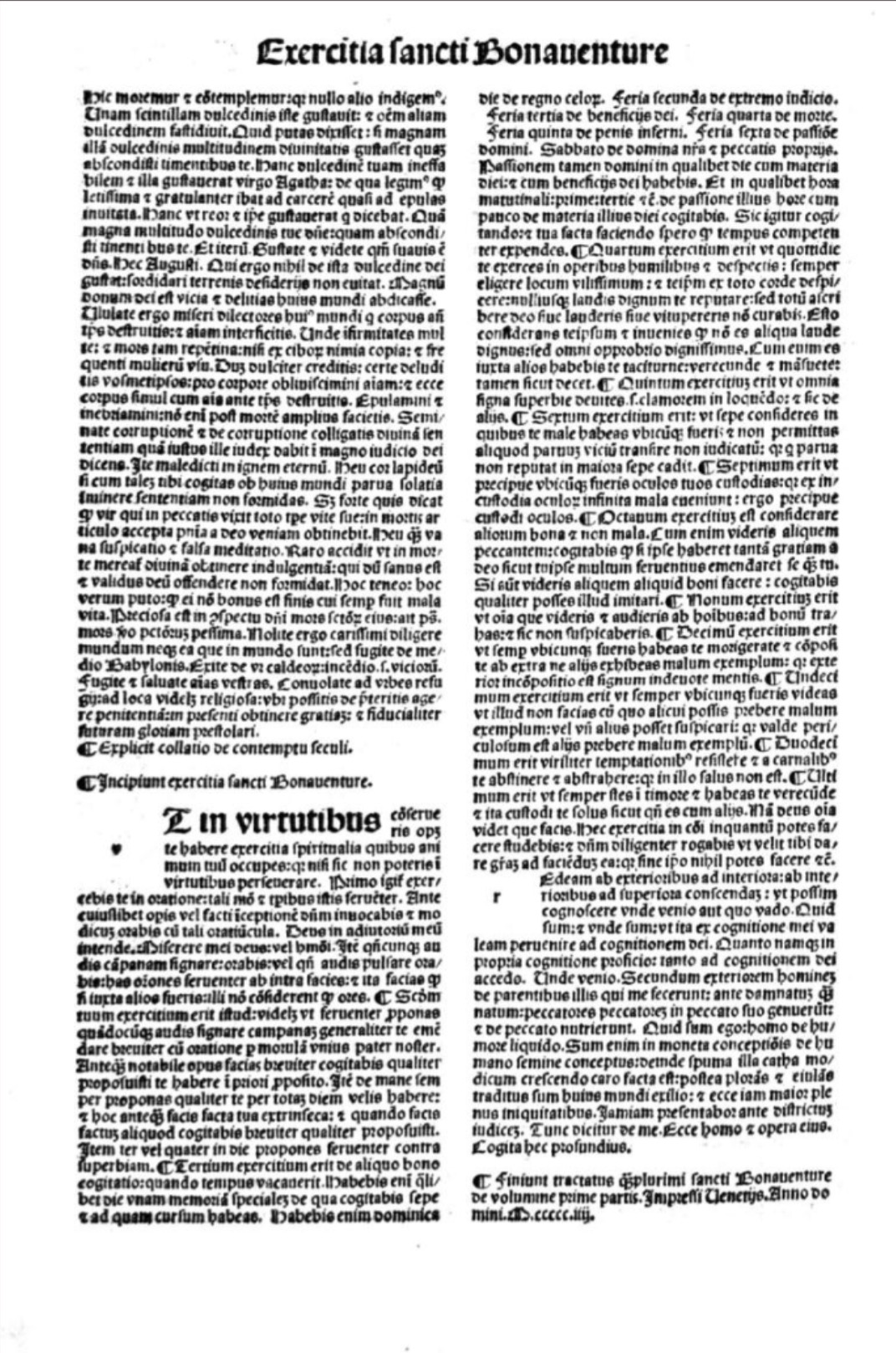

Alcune pagine del Missale Predicatorium
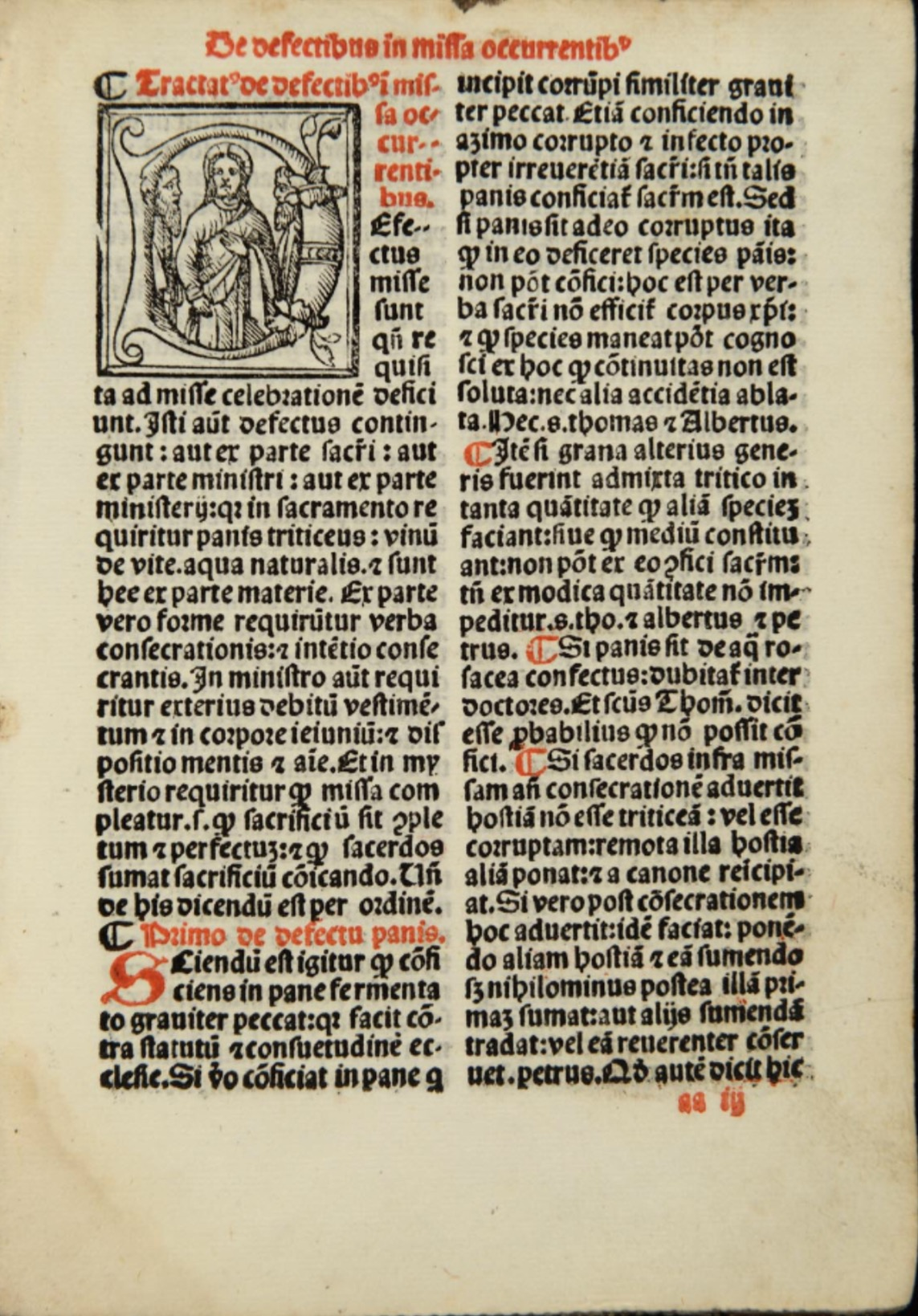
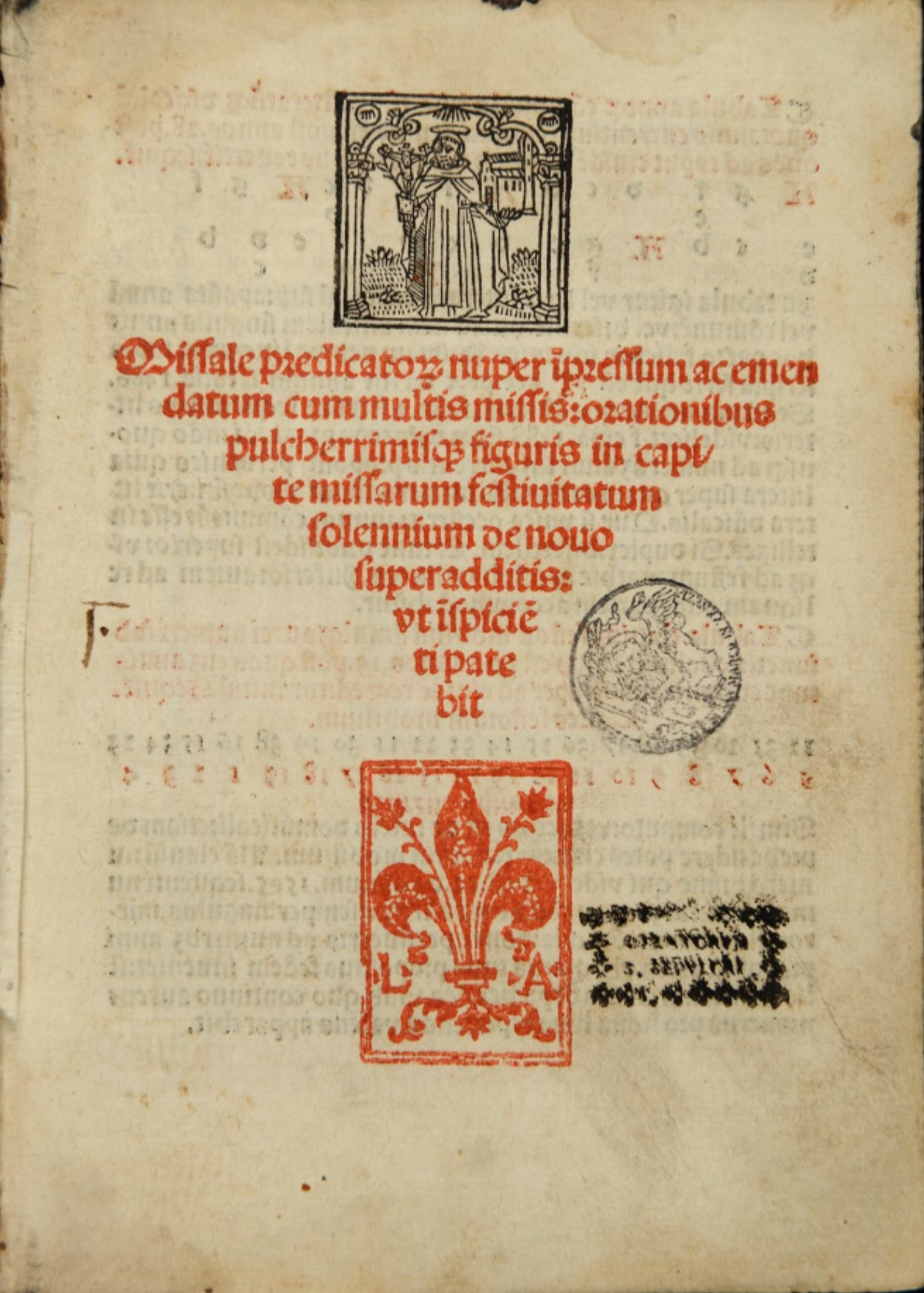
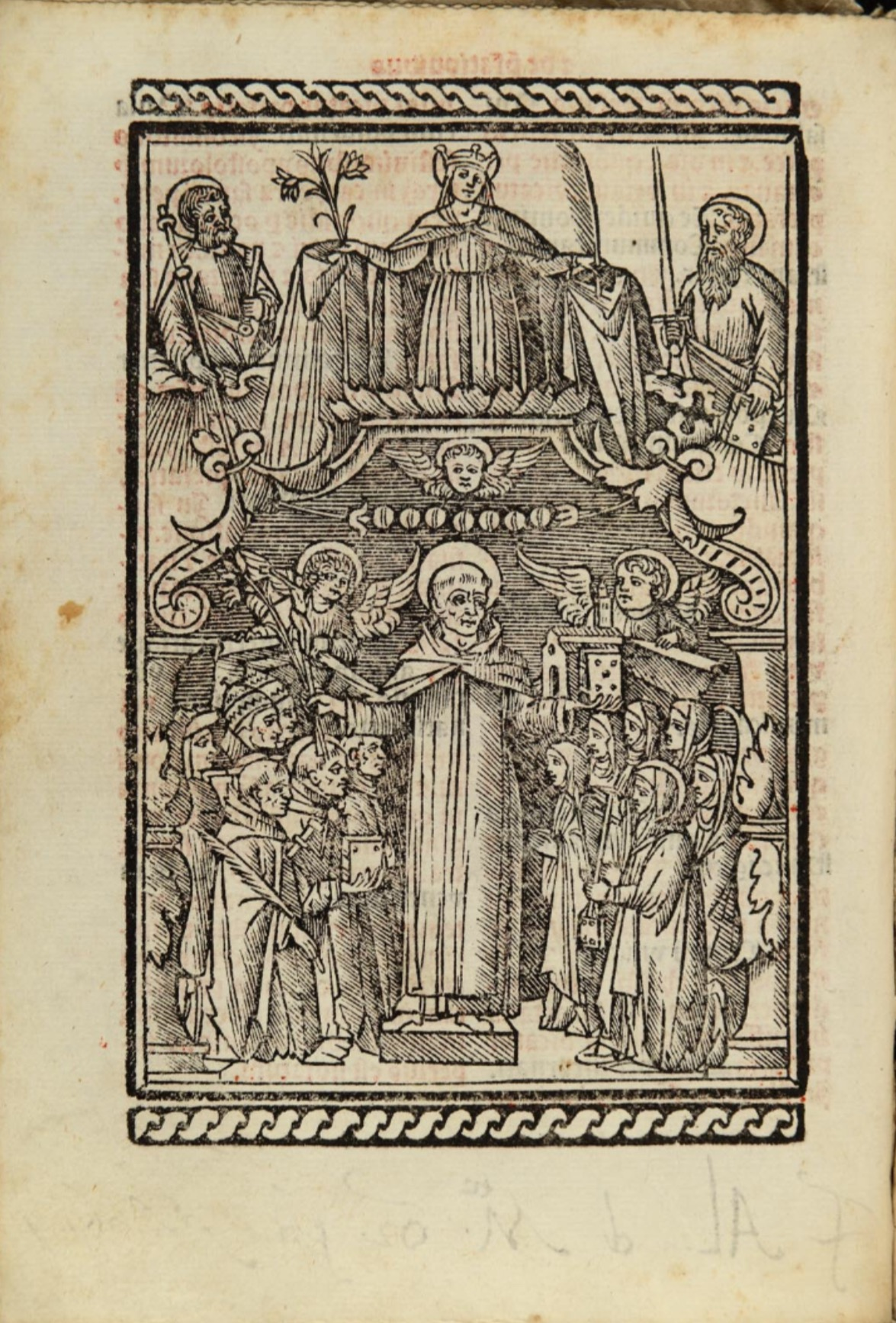
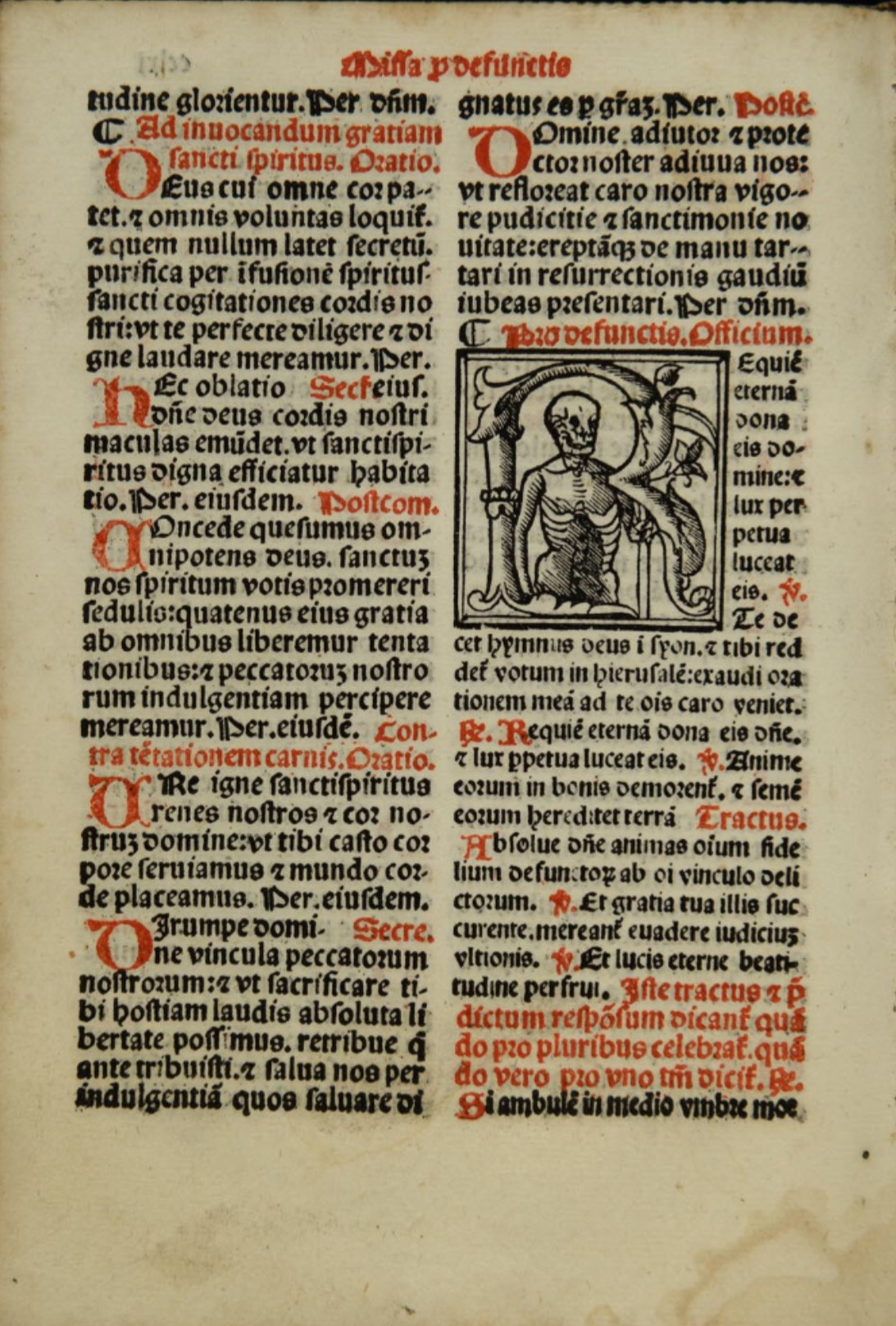
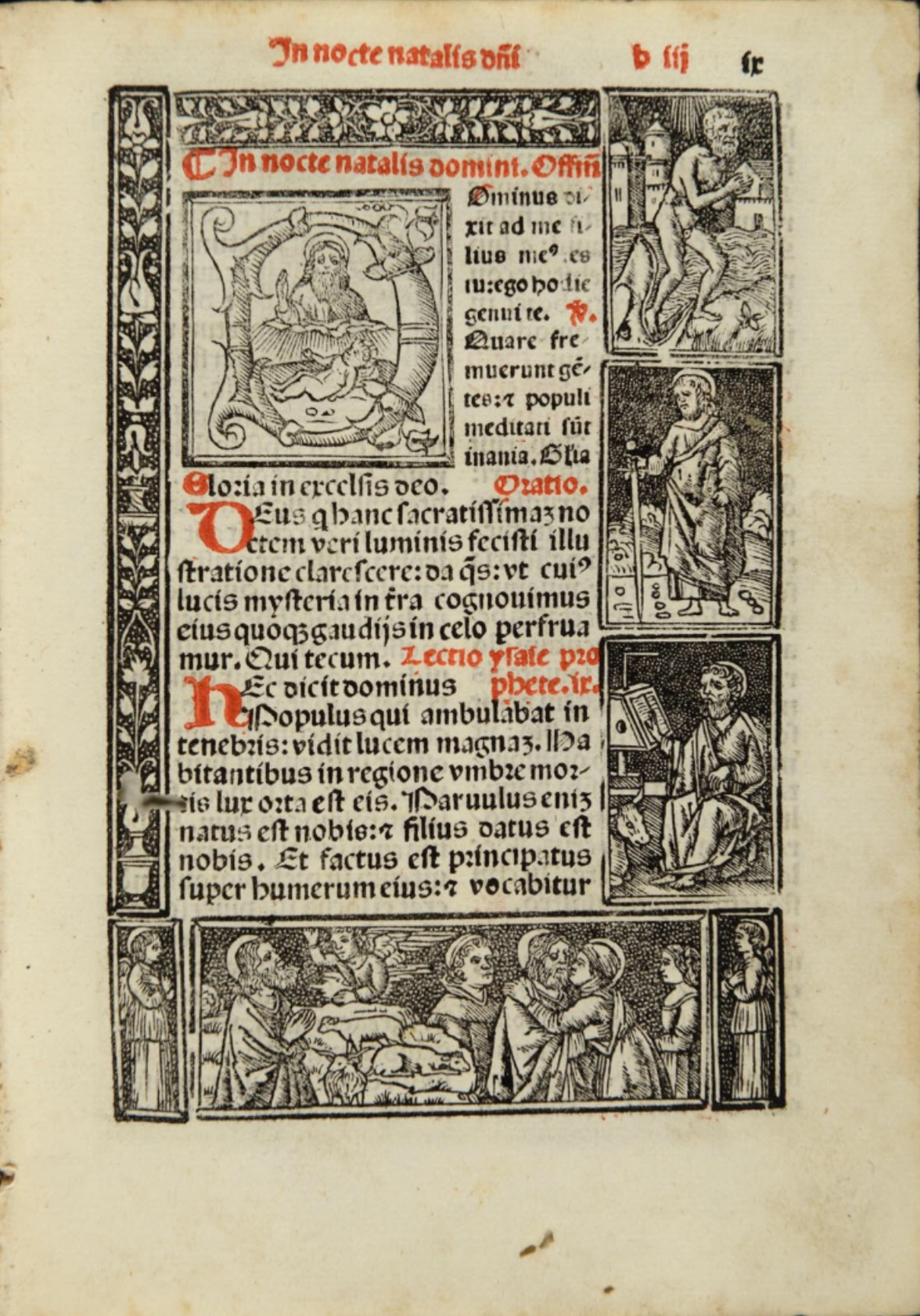
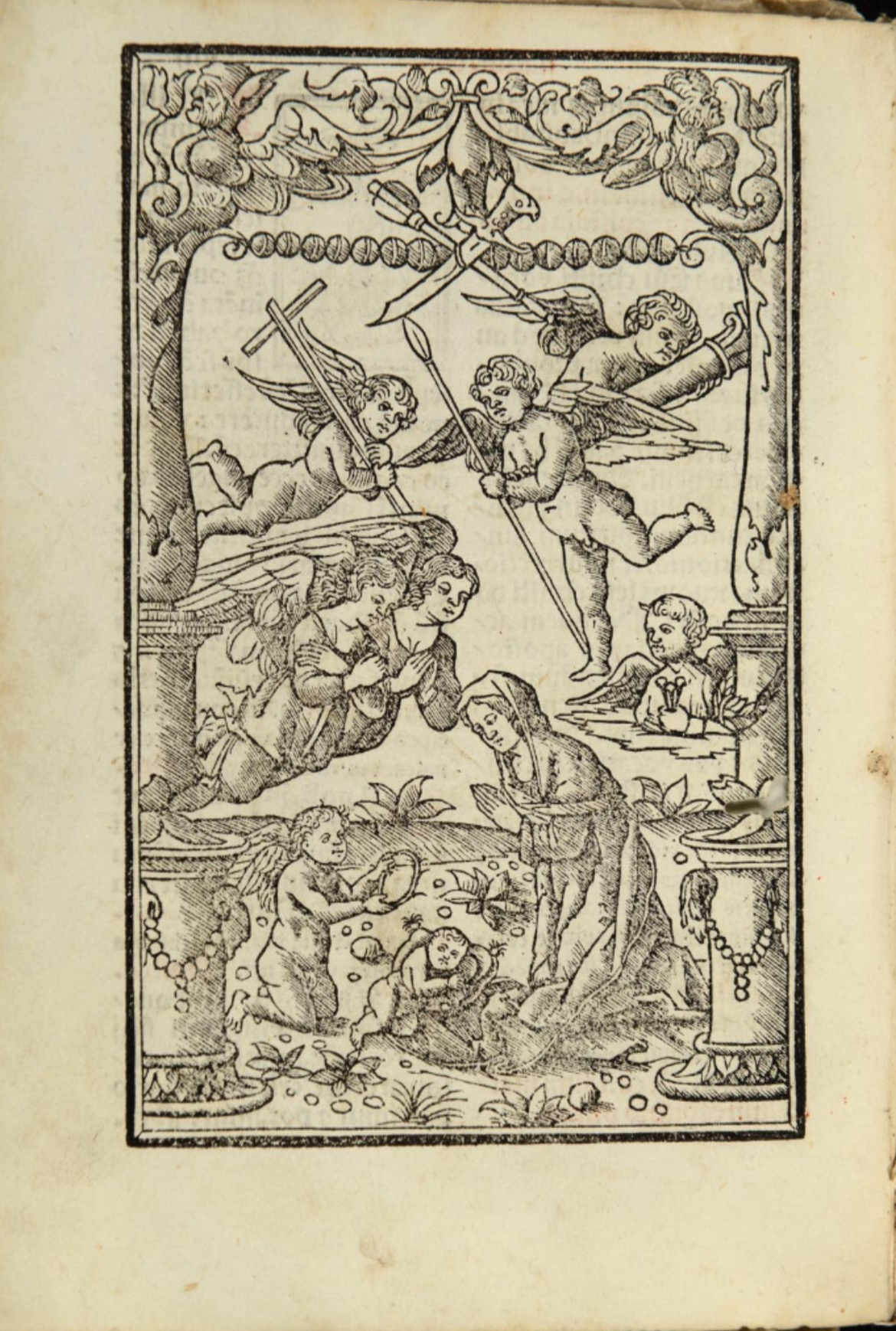